# In de Brand
In de Brand är en skog i Belgien.   Den ligger i provinsen Limburg och regionen Flandern, i den nordöstra delen av landet, 70 km öster om huvudstaden Bryssel.
I omgivningarna runt In de Brand växer i huvudsak blandskog. Runt In de Brand är det tätbefolkat, med 397 invånare per kvadratkilometer.